# Neivamyrmex mexicanus
Neivamyrmex mexicanus es una especie de hormiga guerrera del género Neivamyrmex, subfamilia Dorylinae.